# Síndrome de Lown-Ganong-Levine
El síndrome de Lown-Ganong-Levine es una enfermedad del corazón que se incluye en el grupo de trastornos denominados síndromes de pre-excitación cardiaca. Está producido por una conducción anómala por una vía eléctrica accesoria entre la aurícula y el ventrículo. Comparte muchas características con el síndrome de Wolff-Parkinson-White. Recibe su nombre en honor de los médicos Bernard Lown, William Francis Ganong, Jr. y Samuel A. Levine.

## Frecuencia
Se estima que afecta a 20 personas de cada millón.

## Síntomas
Los pacientes presentan episodios de taquicardia paroxística.

## Electrocardiograma
Existe un intervalo entre la onda P y R más corto de lo normal (menor de 0.12 segundos) y episodios de taquicardia supraventricular de diferentes tipos, incluyendo fibrilación auricular y aleteo auricular. No se aprecian ondas delta que son características del síndrome de Wolff-Parkinson-White.

## Pronóstico
Parece ser que no existe elevación de mortalidad entre los afectados ni aumento en la frecuencia de muerte súbita cardíaca.